# Сивера, Антонио
Анто́нио Сиве́ра Сальва́ (исп. Antonio Sivera Salvá; род. 11 августа 1996, Хатива) — испанский футболист, вратарь клуба «Алавес».

## Клубная карьера
Антонио начинал карьеру в скромном клубе «Хавеа», в 2009 году перебрался в команду «Аликанте». После расформирования футбольной академии он присоединился к «Эркулесу». В 2013 году Антонио стал вратарём «Валенсии», привлекался к играм первой команды, но так и не дебютировал за неё, выступая исключительно за клубный дубль. 19 июля 2017 года состоялся переход голкипера в «Алавес».

## Карьера в сборной
Антонио выступал за юношескую сборную Испании. Он принимал участие на юношеском чемпионате Европы 2015. Его сборная выиграла этот турнир.

## Достижения
- Чемпион Европы (до 19 лет): 2015
- Чемпион Европы (до 21 года): 2019